# Meta Hrovat
Meta Hrovat (* 2. März 1998) ist eine ehemalige slowenische Skirennläuferin. Sie war auf die Disziplinen Riesenslalom und Slalom spezialisiert.

## Biografie
Die Tochter des Bürgermeisters von Kranjska Gora, Janez Hrovat, gewann 2012 den Riesenslalom beim Trofeo Topolino. Im Dezember 2014, im Alter von 15 Jahren, begann sie an FIS-Rennen teilzunehmen. Einen Monat später erzielte sie beim Europäischen Olympischen Winter-Jugendfestival 2015 in Liechtenstein zwei Top-10-Platzierungen. Im November 2015 folgte der erste Sieg in einem FIS-Rennen, einen Monat später nahm sie erstmals an einem Europacup-Rennen teil und fuhr sogleich in die Punkteränge. Ihr Debüt im Weltcup hatte Hrovat am 28. Dezember 2015 beim Riesenslalom von Lienz, wo sie auf Platz 35 fuhr. Bei den zweiten Olympischen Jugend-Winterspielen, die im Februar 2016 in Lillehammer stattfanden, gewann sie die Bronzemedaille im Slalom. Im darauf folgenden Monat gewann sie bei den Juniorenweltmeisterschaften 2016 in Sotschi die Goldmedaille im Mannschaftswettbewerb.
Am 17. Dezember 2016 stand Hrovat bei einem Europacuprennen erstmals auf dem Podest. Zwölf Tage später konnte sie erstmals Weltcuppunkte gewinnen, als sie beim Riesenslalom von Semmering den 28. Platz belegte. Beim Weltcup-Riesenslalom von Kronplatz am 24. Januar 2017 überraschte sie mit dem 15. Platz. Es folgten zwei weitere Europacup-Podestplätze sowie der Gewinn der Silbermedaille in der Kombination bei den Juniorenweltmeisterschaften 2017 in Åre. Hrovat gewann am 4. Dezember 2017 zum ersten Mal ein Europacuprennen, den Riesenslalom von Hafjell; zehn Tage später folgte ein weiterer Sieg in Andalo in derselben Disziplin. Am 27. Januar 2018 schaffte sie mit Rang drei im Riesenslalom von Lenzerheide erstmals den Sprung aufs Podest eines Weltcuprennens. Wenige Tage später gewann sie bei den Juniorenweltmeisterschaften 2018 in Davos die Goldmedaille im Slalom und die Silbermedaille in der Kombination. In den darauffolgenden Saisonen konnte sie sich in der erweiterten Weltspitze im Riesentorlauf etablieren.
Bei den Olympischen Winterspielen 2022 in Peking erreichte Hrovat Rang 7 im Riesenslalom. Nach dem ersten Durchgang war sie sogar auf dem vierten Platz gelegen, verlor im zweiten Durchgang jedoch zu viel Zeit. Beim Saisonfinale in Lenzerheide zog sie sich einen Knochenprellung im Knie zu.
Am 24. Oktober 2022 gab Hrovat überraschend ihren Rücktritt bekannt. Als Grund nannte sie fehlende Motivation. Ein halbes Jahr später, am 18. April 2023, ließ sie jedoch verlauten, dass sie in der kommenden Saison 2023/24 wieder als Rennläuferin antreten wolle. Infolge anhaltender gesundheitlicher Probleme konnte sie jedoch kein Rennen mehr bestreiten, weshalb sie am 24. Januar 2024 ihren endgültigen Rücktritt verkündete.

## Erfolge

### Olympische Spiele
- Pyeongchang 2018: 14. Riesenslalom, 21. Slalom
- Peking 2022: 7. Riesenslalom

### Weltmeisterschaften
- Åre 2019: 22. Riesenslalom
- Cortina d’Ampezzo 2021: 28. Super-G

### Weltcup
- 19 Platzierungen unter den besten zehn, davon 4 Podestplätze

### Weltcupwertungen
| Saison  | Gesamt | Gesamt | Riesenslalom | Riesenslalom | Slalom | Slalom | Parallel | Parallel |
| Saison  | Platz  | Punkte | Platz        | Punkte       | Platz  | Punkte | Platz    | Punkte   |
| ------- | ------ | ------ | ------------ | ------------ | ------ | ------ | -------- | -------- |
| 2016/17 | 102.   | 19     | 39.          | 16           | 57.    | 3      | –        | –        |
| 2017/18 | 50.    | 164    | 11.          | 158          | 55.    | 6      | –        | –        |
| 2018/19 | 36.    | 225    | 14.          | 126          | 22.    | 99     | –        | –        |
| 2019/20 | 25.    | 279    | 9.           | 168          | 23.    | 53     | 9.       | 58       |
| 2020/21 | 25.    | 252    | 9.           | 234          | 48.    | 8      | –        | –        |
| 2021/22 | 55.    | 131    | 20.          | 110          | 41.    | 21     | –        | –        |

### Europacup
- Saison 2015/16: 8. Riesenslalomwertung
- Saison 2016/17: 6. Riesenslalomwertung
- Saison 2017/18: 6. Riesenslalomwertung, 6. Kombinationswertung
- 8 Podestplätze, davon 3 Siege:

| Datum             | Ort            | Land     | Disziplin    |
| ----------------- | -------------- | -------- | ------------ |
| 4. Dezember 2017  | Hafjell        | Norwegen | Riesenslalom |
| 14. Dezember 2017 | Andalo         | Italien  | Riesenslalom |
| 24. Januar 2019   | Melchsee-Frutt | Schweiz  | Slalom       |

### Olympische Jugend-Winterspiele
- Lillehammer 2016: 3. Slalom, 4. Riesenslalom

### Juniorenweltmeisterschaften
- Sotschi 2016: 1. Teamwettbewerb, 26. Riesenslalom
- Åre 2017: 2. Kombination, 4. Slalom, 6. Super-G
- Davos 2018: 1. Slalom, 2. Kombination
- Fassatal 2019: 1. Slalom

### Weitere Erfolge
- 4 slowenische Meistertitel (Abfahrt 2017 und 2018, Riesenslalom 2018, Slalom 2018)
- Dreifache slowenische Juniorenmeisterin (Riesenslalom 2016, Abfahrt und Slalom 2017)
- Europäisches Olympisches Winter-Jugendfestival 2015: 8. Riesenslalom, 9. Slalom
- 8 Siege in FIS-Rennen